# السلالة السلوقية
السلالة السلوقية أو السليوقيداي (باليونانية: Σελευκίδαι، وتعني "أحفاد سلوقس") كانت عائلة ملكية مقدونية يونانية، حكمت الإمبراطورية السلوقية التي كانت قائمة في غرب آسيا خلال العصر الهلنستي. تأسست على يد سلوقس الأول نيكاتور، وهو أحد قادة الإسكندر الأكبر وخلفائه، بعد تقسيم الإمبراطورية المقدونية نتيجة لحروب الورثة (الديادوخي).
على مدار تاريخها، شملت سيطرة السلوقيين أجزاءً كبيرة من الشرق الأدنى، بالإضافة إلى الأراضي الآسيوية التي كانت سابقًا جزءًا من الإمبراطورية الفارسية الأخمينية. كانت الإمبراطورية السلوقية مركزًا رئيسيًا للثقافة الهلنستية، وجذبت عددًا كبيرًا من المهاجرين من اليونان الذين، بدعم من السلوقيين، شكلوا نخبة سياسية مهيمنة تحت حكم السلالة الحاكمة. بعد وفاة سلوقس الأول، حافظ خلفاؤه على قوة الإمبراطورية، مما أسس لها مكانة كقوة يونانية في غرب آسيا؛ وبلغت الإمبراطورية أوج قوتها في عهد الإمبراطور أنطيوخس الثالث.
منذ منتصف القرن الثاني قبل الميلاد، وبعد هزيمتها على يد الإمبراطورية البارثية الصاعدة، دخلت الدولة في حالة من عدم الاستقرار، مع خسائر إقليمية تدريجية وحروب أهلية داخلية. بحلول ذلك الوقت، كانت السلالة السلوقية قد تقلصت إلى دولة صغيرة تسيطر على جزء محدود من سوريا، حتى خضعت أخيرًا لضم الأراضي من قبل روما في عام 64 قبل الميلاد على يد بومبيوس الكبير.

## نظرة عامة
خدم سلوقس (حوالي 358 – 281 قبل الميلاد) كضابط في جيش الإسكندر الأكبر، وكان قائدًا لوحدة المشاة النخبوية في الجيش المقدوني المعروفة باسم "حملة الدروع" (باليونانية: Ὑπασπισταί، هيباسبيستاي)، والتي عُرفت لاحقًا باسم "حملة الدروع الفضية" (Ἀργυράσπιδες، أَرجيراسبيديس).
بعد وفاة الإسكندر في عام 323 قبل الميلاد، أسفرت قسمة تريباراديسوس عن تعيين سلوقس ساترابًا على بابل في عام 321 قبل الميلاد. غير أن أنتيغونوس، ساتراب معظم مناطق آسيا الصغرى، أجبر سلوقس على الفرار من بابل. لكنه، بدعم من بطليموس، ساتراب مصر، تمكن من العودة إليها عام 312 قبل الميلاد.
شملت فتوحات سلوقس لاحقًا كلًا من فارس وميديا، كما توصل إلى معاهدة سلام مع الملك الهندي تشاندراوغوبتا الموريا (الذي حكم بين 324–297 قبل الميلاد). هزم سلوقس أنتيغونوس في معركة إبسوس عام 301 قبل الميلاد، وخصمه ليسيماخوس (ملك تراقيا ومقدونيا وآسيا الصغرى) في معركة كوروبيديوم (قرب سارديس) عام 281 قبل الميلاد. قُتل سلوقس في وقت لاحق من نفس العام على يد بطليموس كيراونوس. وقد خلفه ابنه البكر أنطيوخس الأول في حكم الأراضي السلوقية عام 281 قبل الميلاد.